# 嵩明文庙
嵩明文庙，即嵩明州文庙，位于云南省昆明市嵩明县嵩阳街道东北街社区黄龙山南麓，始建于元至正八年（1348年），清雍正十一年（1733年）迁至今址，同治十二年（1873年）重修。嵩明文庙坐北向南，布局为右庙左学:105-107，中华人民共和国成立后，文庙因年久失修，作为危房拆除，现仅存泮池、魁星阁:238。
魁星阁高约12米，宽10.65米，为三重檐四角攒尖顶，穿斗式木结构建筑:238。1983年嵩明县人民政府拨款重修。1985年公布为嵩明县文物保护单位。2020年2月27日，“嵩明文庙魁星阁”被公布为第七批昆明市文物保护单位。